# 韦科尔地区马勒瓦勒
韦科尔地区马勒瓦勒（法語：Malleval-en-Vercors）是法国伊泽尔省的一个市镇，属于格勒诺布尔区和维奈县（Vinay）。该市镇总面积14.1平方公里，2009年时的人口为53人。

## 人口
韦科尔地区马勒瓦勒人口变化图示